# Aston Flamville
Aston Flamville è un paese della contea del Leicestershire, in Inghilterra.